# Dibenzylcétone
La dibenzylcétone est un composé chimique de formule C6H5CH2–CO–CH2C6H5. Il s'agit d'un composé organique constitué de deux groupes benzyle liés à un groupe carbonyle central. Elle se présente sous la forme d'un solide blanc à jaune pâle peu soluble dans l'eau. Réputée inodore, elle présente toutefois une légère odeur fruitée douceâtre rappelant l'amande amère.
La dibenzylcétone peut être synthétisée par chauffage de α,α’-phénylbenzyléthylène glycol ou d'oxyde d'α’-phénylbenzyléthylène en présence d'acide sulfurique H2SO4 dilué ou de chlorure de zinc ZnCl2 et par distillation sèche d'acétate de phényle et de chlorure de magnésium ou d'autres sels d'acide phénylacétique.
Compte tenu de sa structure chimique, l'atome de carbone central de la dibenzylcétone est électrophile tandis que les deux atomes de carbone voisins sont légèrement nucléophiles. Elle est utilisée  avec le benzile et une base pour obtenir de la tétraphénylcyclopentadiénone par crotonisation,. 

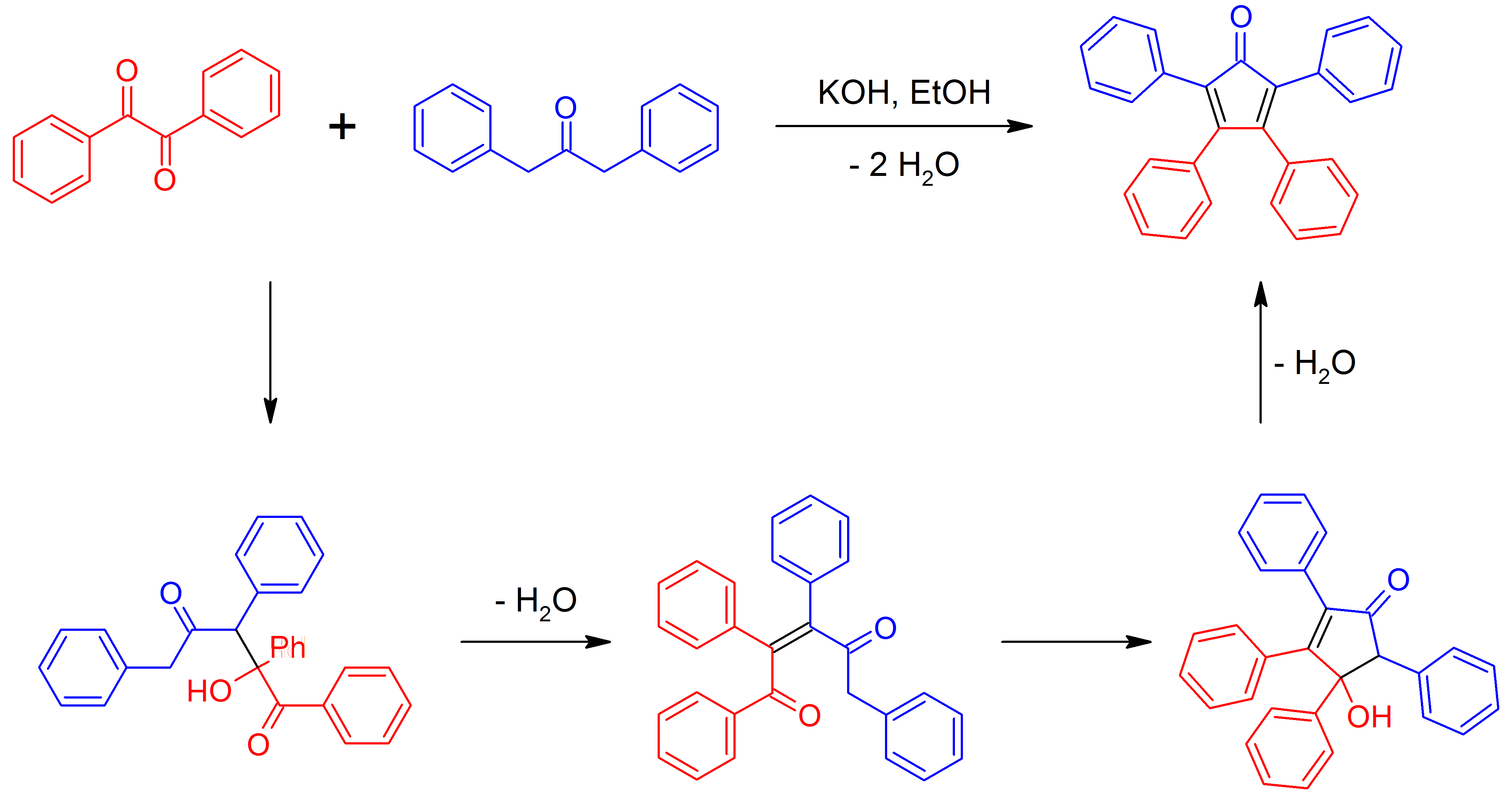
Production de tétraphénylcyclopentadiénone.

Elle est également utilisée comme précurseur pour la synthèse de dendrimères polyphénylène fluorescents servant de sources lumineuses pour diodes électroluminescentes organiques (OLED). Elle intervient par ailleurs dans la synthèse de plusieurs autres hydrocarbures aromatiques polycycliques et polymères conjugués ainsi que dans des réactions d'aromatisation. 